# Tricentrus yagoi
Tricentrus yagoi är en insektsart som beskrevs av Kato 1940. Tricentrus yagoi ingår i släktet Tricentrus och familjen hornstritar. Inga underarter finns listade i Catalogue of Life.